# Große Röder
Große Röder (hornolužickosrbsky Rědora) je řeka v Německu. Je to levostranný a celkově největší přítok řeky Schwarze Elster. Délka toku činí 105,2 km. Plocha povodí měří 859 km².

## Průběh toku
Řeka pramení v Západolužické pahorkatině a vrchovině v Sasku v nadmořské výšce 326 m. Na horním a středním toku teče převážně severozápadním směrem. Pod městem Großenhain se řeka stáčí více k severu. Tento směr si ponechává až ke svému ústí, které se nachází západně od města Elsterwerda. Protéká městy Radeberg, Radeburg, Großenhain a Gröditz.

### Větší přítoky
- pravé – Schwarze Röder, Kleine Röder

## Vodní režim
Průměrný průtok na 30,0 říčním kilometru činí 4,04 m³/s.
| stanice           | říční km | plocha povodí | průměrný průtok (Qa) |
| ----------------- | -------- | ------------- | -------------------- |
| Großdittmannsdorf | 61,4     | 300 km²       | 2,25 m³/s            |
| Kleinraschütz     | 30,0     | 679 km²       | 4,04 m³/s            |